# Марансен, Жан-Пьер
Жан-Пьер Марансен (фр. Jean-Pierre Maransin; 1770—1828) — французский военный деятель, дивизионный генерал (1813 год), барон (1810 год), участник революционных и наполеоновских войн. Имя генерала выбито на Триумфальной арке в Париже.

## Биография
Жан-Пьер Марансен начал военную службу 13 февраля 1792 года, когда записался добровольцем в 1-й батальон волонтёров департамента Верхние Пиренеи, и в тот же день был избран сослуживцами капитаном. С 1792 по 1794 год сражался в рядах Армии Западных Пиренеев. 3 сентября 1793 года во главе пяти рот своего батальона отразил атаку африканского полка на военный лагерь Эноа, после чего захватил высоты Лодибарт и деревню Урдаш, где овладел вражескими магазинами и литейным производством оружия. 10 июля 1794 года во главе 1-го батальона Верхних Пиренеев напал на лагерь эмигрантского легиона Сен-Симона близ Бердарица и захватил его. Попавшую в его руки военную кассу легиона передал генералу Дигоне. В ходе боя, столкнулся с несколькими эмигрантскими солдатами, двоих из которых он убил, а остальных рассеял саблей. 17 октября 1794 года, во время вторжения генерала Монсе в долину Ронсесвальес, Марансен атаковал сильный испанский гарнизон в 1200 штыков в замке Ирати и выбил его оттуда. Французы сожгли королевские магазины, и причинили врагу существенные финансовые потери.
21 марта 1795 года присоединился со своим батальоном к пехотной полубригаде департамента Ланды в Западной армии и принял участие в боевых операциях против мятежников в Вандее. В сентябре 1795 года во главе пяти гренадерских рот сопровождал конвой с зерном, который был атакован сильным отрядом в 4000 вандейцев генерала Шаретта, но сумел разогнать неприятеля и привести конвой в Леже, чем заслужил похвальные отзывы генерала Рауля.
В 1798-99 годах служил в Английской, затем в Дунайской армиях. 23 апреля 1799 года Марансен успешно прикрывал со своей ротой и некоторыми беглецами, которых он сплотил вокруг себя, отступление дивизии генерала Ферино, сумел отразить все атаки австрийской кавалерии и захватил шесть пушек, за что 14 июня 1799 года был произведён в командиры батальона.
В кампаниях 1800-01 годов действовал в рядах Рейнской армии. 1 мая 1800 года первым переправился во главе своего батальона через Рейн и захватил Шаффхаузен. В сражении 10 мая при Меммингене в течение двух часов выдерживал атаки превосходящих в 10 раз войск генерала барона Края, но смог штыковой атакой пробиться в расположение французов, чем в значительной степени содействовал успеху дела, был ранен пулей в бедро навылет, но не оставил строя.
Вернувшись во Францию после прекращения военных действий, Марансен служил в 1803-05 годах в Армии Берегов Океана. 22 декабря 1803 года был произведён в майоры, и назначен заместителем командира 31-го полка лёгкой пехоты. 27 января 1807 года получил звание полковника, и возглавил Южный легион. В августе 1807 года с легионом определён в состав 1-го наблюдательного корпуса Жиронды генерала Жюно и принял участие в первых боевых столкновениях Пиренейской войны. 20 августа 1808 года отличился при Вимейру, где действуя в арьергарде, храбро прикрывал отступление корпуса. 8 ноября 1808 года был произведён в бригадные генералы, и 12 декабря поставлен во главе 2-й бригады 3-й пехотной дивизии генерала Эдле 8-го корпуса Армии Испании. 2 января 1809 года переведён вместе с дивизией во 2-й корпус маршала Сульта. 20 июля 1810 года подтвердил свою репутацию храброго воина в бою на перевела Муладар в Сьерра-Морена. 1 марта 1811 года передан в распоряжение 6-го корпуса маршала Нея, а 10 апреля стал командиром 2-й бригады 1-й пехотной дивизии в 5-м корпусе маршала Мортье. С 1 января 1811 года находился при осаде Бадахоса, сражался 8 января при Фуэнте-ле-Кантос и 25 января при Лос-Кастильехос в Андалусии, где испанцы после двухчасового боя вынуждены были отступать. Однако полк Леона всё ещё сопротивлялся, тогда генерал Марансен отдал приказ атаковать в штыки, и лично повёл французов. Испанский полк, подавленный и разгромленный, увлёк с собой и остальную часть корпуса Бальестероса, который понёс большие потери. Преследуемый всё ночь генералом Марансеном во главе 28-го лёгкого и 103-го линейного, испанский генерал переправился на левый берег Гвадианы, где сумел собрать свои войска. 2 февраля Марансен прибыл в лагерь под Бадахосом. Под командой генерала Жирара сражался 16 мая 1811 года при Альбуэре, где был тяжело ранен, и остался в Севилье на лечение.
10 сентября 1811 года возглавил 2-ю бригаду 2-й резервной дивизии генерала Барруа Южной армии. Во главе колонны, посланной в Альпуяррас, сумел разбить и рассеять повстанческий отряд графа Монтехо. Затем он занял Алмейрию, и дошёл до побережье Малаги, и 1 октября 1811 года стал губернатором данной провинции. Тем временем, Бальестерос, имея под своим началом 5800 пехотинцев и 1000 всадников, подошёл к Малаге. Марансен вышел на встречу неприятелю во главе 1800 человек и после четырёхчасового боя сумел опрокинуть испанцев. В этот день он получил сквозное ранение в туловище. С 28 августа 1812 года руководил эвакуацией провинции и 1 сентября возвратился к командованию 2-й бригадой 2-й резервной дивизии. 1 ноября 1812 года переведён вместе с бригадой в 4-ю пехотную дивизию Южной армии. 6 апреля 1813 года был прикреплён к лёгкой кавалерии генерала Сульта, отличился при взятии Толедо и Иллескаса.
30 мая 1813 года Марансен был произведён в дивизионные генерал, и вошёл в штаб Армии Португалии. Сражался 21 июня 1813 года при Витории. С пяти часов утра до трёх часов дня он удерживал свою позицию, но, столкнувшись с численным превосходством союзников, он был вынужден отойти и присоединился к основной части армии со своей артиллерией. 22 июня 1813 года возглавил 6-ю пехотную дивизию, которая с 16 июля стала частью Левого крыла Пиренейской армии. 25 июля нанёс поражение британскому корпусу генерала Хилла в ущелье Майя, захватил 700 пленных и 5 пушек. 5 сентября был назначен командиром 5-й пехотной дивизии. С 9 по 13 декабря доблестно сражался при Ниве, и в последний день был ранен пулей в пах. 27 февраля 1814 года при Ортезе отбил атаку английского генерала Олтена. 10 апреля, в битве при Тулузе, его дивизия сформировала левое крыло армии вместе с генералом Даррико, и сумела сохранить свои позиции против многократных атак англо-португальской армии.
При первой Реставрации Бурбонов, Марансен оставался с 1 сентября 1814 года без служебного назначения. 15 января 1815 года стал командующим 2-го подразделения 10-го военного округа. Во время «Ста дней» присоединился к Императору и 10 мая получил под своё начало 7-ю резервную дивизию Национальной гвардии в составе Альпийской армии под началом маршала Сюше. 2 августа временно исполнял функцию командующего военного округа в Лионе. 26 октября Марансен был арестован и оставался в заключении в Тарбе в течение четырёх месяцев. 30 декабря 1818 года определён в резерв Генерального штаба и в декабре 1825 года вышел в отставку.
Умер 15 мая 1828 года в Париже в возрасте 58 лет, похоронен на кладбище Пер-Лашез.

## Воинские звания
- Капитан (13 февраля 1792 года);
- Командир батальона (14 июня 1799 года);
- Майор (22 декабря 1803 года);
- Полковник (27 января 1807 года);
- Бригадный генерал (8 ноября 1808 года);
- Дивизионный генерал (30 мая 1813 года).

## Титулы
- Барон  и Империи (фр. baron  et de l'Empire; декрет от 15 августа 1809 года, патент подтверждён 23 июня 1810 года)[1].

## Награды
Легионер ордена Почётного легиона (25 марта 1804 года)
 Офицер ордена Почётного легиона (20 мая 1811 года)
 Коммандан ордена Почётного легиона (15 декабря 1814 года)
 Кавалер военного ордена Святого Людовика (24 августа 1814 года)